# Paul Givan

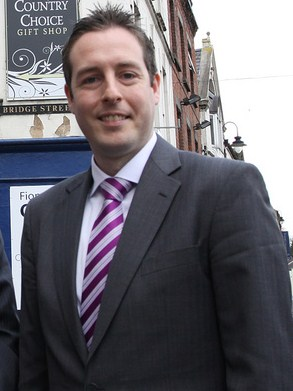
Paul Givan (2012)

Paul Jonathan Givan (Lisburn, 12 oktober 1981) is een Noord-Iers politicus van de Democratic Unionist Party (DUP). Hij is sinds 2010 lid van de Assemblee voor Noord-ierland voor het district Lagan Valley. Van 2016 tot 2017 was hij minister van gemeenschappen in de regionale regering voor Noord-Ierland. Hij volgde op 17 juni 2021 Arlene Foster op als eerste minister (First Minister) van Noord-Ierland. Hij nam met ingang van 4 februari 2022 ontslag, uit protest tegen de uitzonderingspositie van Noord-Ierland binnen het Verenigd Koninkrijk ten gevolge van het Brexit-akkoord.

## Biografie
Givan studeerde scheepvaartmanagement aan Laurelhill Community College en bedrijfswetenschappen aan de Universiteit van Ulster. Hij was al jong politiek actief; op zijn 18e werkte hij parttime in het kantoor van Edwin Poots, lid van de Assemblee voor Noord-Ierland. Hij was speciaal adviseur van Poots toen deze in 2007-2008 minister van cultuur, kunst en vrije tijd was, en toen hij minister van milieu was tussen 2009-2010. Givan is net als Poots zeer conservatief. Hij is een bewonderaar van de politiek en de ideologie van DUP-oprichter Ian Paisley.
Givan werd in 2005 gekozen als lid van de gemeenteraad van Lisburn. Hij was in 2007 als gemeenteraadslid verantwoordelijk voor een motie waarin de scholen in Lisburn werden opgeroepen ook creationistische alternatieven voor de evolutietheorie in het lesprogramma op te nemen. De motie werd door de gemeenteraad aangenomen en uitgevoerd.
Givan werd in 2010 tussentijds benoemd in de Noord-Ierse Assemblee ter vervanging van DUP-afgevaardigde Jeffrey Donaldson.
In mei 2016 werd Givan door eerste minister (First Minister) Arlene Foster benoemd tot minister van gemeenschappen. In december 2016 voerde hij bezuinigingen door op een regeling voor studiebeurzen voor Noord-Ierse burgers die de Ierse taal wilden leren. Dit besluit werd door Sinn Féin, de nationalistische coalitiepartner van de DUP in de Noord-Ierse regering scherp veroordeeld. Givan gaf aan dat de bezuiniging alleen uit financiële redenen was doorgevoerd, niet uit politieke redenen. Martin McGuinness, op dat moment vice-First Minister en politiek leider van Sinn Féin in Noord-Ierland, noemde het schrappen van het beursprogramma een van de redenen waarom hij zijn ontslag had ingediend. Dit was de aanleiding tot een langdurige politieke crisis in Noord-Ierland.
In maart 2021 diende Givan als lid van de assemblee een initiatiefwetsvoorstel in om abortus in Noord-Ierland te verbieden als er sprake is van niet-levensbedreigende afwijkingen in de foetus.

## Eerste Minister
Op 8 juni 2021 kondigde Edwin Poots, inmiddels politiek leider van de DUP, aan dat Givan na het aftreden van Foster op 14 juni 2021 zou worden voorgedragen als de nieuwe Eerste Minister van Noord-Ierland. In de politieke structuur van Noord-Ierland worden de functie van eerste minister en vice-eerste minister (Deputy First Minister) als één ambt gezien. Het aftreden van Foster betekende automatisch ook het aftreden van Michelle O'Neill, vice-eerste minister namens Sinn Féin.
Op 17 juni nomineerde Poots tijdens een zitting van de Noord-Ierse Assemblee Givan formeel als eerste minister. Michelle O'Neill werd door Sinn Féin weer voorgedragen als vice-eerste minister. De Assemblee keurde beide nominaties goed. Een meerderheid van de DUP afgevaardigden in de Assemblee had zich echter in een intern overleg uitgesproken tegen de voordracht van Givan. Dit had onder andere te maken met onvrede over de afspraken betreffende de positie van de Ierse taal in Noord-Ierland, die Poots met Sinn Féin had gemaakt om hun instemming met de benoeming van Givan te krijgen.
Poots maakte daarop bekend te zullen aftreden als partijleider. Enkele dagen later liet de partijleiding Givan weten dat hij binnen afzienbare termijn zal moeten aftreden als eerste minister. Poots' opvolger als partijleider, het DUP lagerhuislid Jeffrey Donaldson, had aangegeven zelf eerste minister te willen worden; hij zou echter eerst een zetel in de Noord-Ierse assemblee moeten behalen.
Op 3 februari 2022 kondigde Givan aan dat hij met ingang van middernacht ontslag nam als eerste minister. Hij deed dit omdat de DUP zich niet langer wilde verenigen met de uitzonderingspositie van Noord-Ierland binnen het Verenigd Koninkrijk ten gevolge van het Brexit-akkoord. Noord-Ierland houdt wat betreft kwaliteits- en veiligheidseisen voor goederen en BTW-tarieven aansluiting bij regelgeving in de EU; de rest van het Verenigd Koninkrijk niet. Door deze regeling werd voorkomen dat er na Brexit een harde grens zou ontstaan tussen Noord-Ierland en EU-lidstaat Ierland. Het aftreden van Givan betekende automatisch ook het aftreden van vice-eerste minister O'Neill.